# Lucretia Wilhelmina van Merken

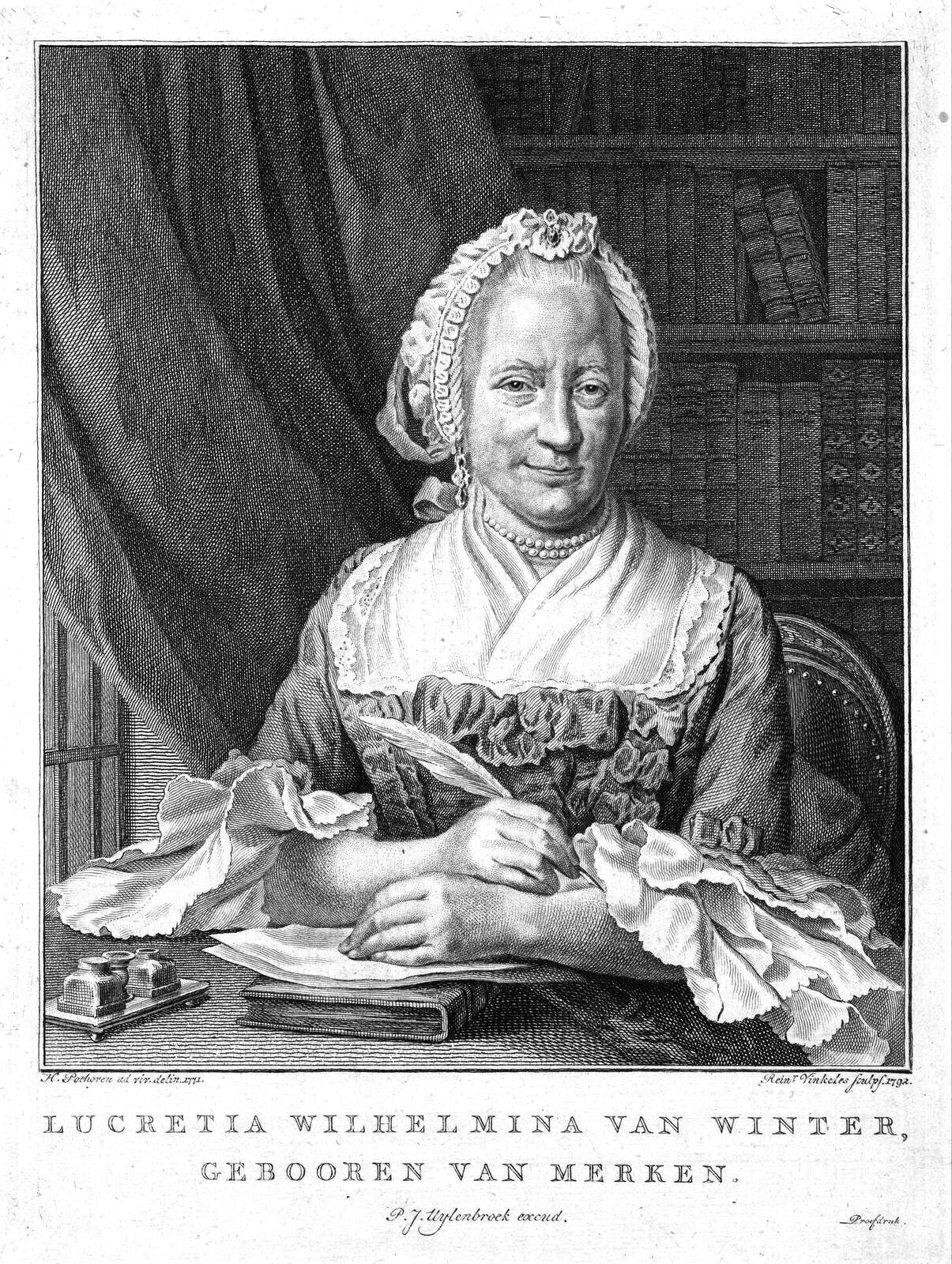
Lucretia Wilhelmina van Merken, 1771

Lucretia Wilhelmina van Merken (geboren 21. August 1721 in Amsterdam; gestorben 19. Oktober 1789 in Leiden) war eine niederländische Dichterin.

## Leben
Lucretia Wilhelmina van Merken wurde am 21. August 1721 in Amsterdam geboren. Sie war die Tochter des Pelzhändlers Jacob van Merken (1691–1754) und Susanna Wilhelmina Brandt (1687–1759). Sie wuchs in Amsterdam in einer remonstrantischen Familie auf, die der oberen Mittelschicht angehörte. Ihr Vater war Pelzhändler, ihre Mutter stammte aus der Adelsfamilie Elias. Bereits in jungen Jahren interessierte sie sich für Poesie und wurde von ihrer Mutter und ihrem älteren Cousin, dem Dichter Frans de Haes, gefördert. Ihre Vorbilder waren Sybrand Feitama und insbesondere Joost van den Vondel. Sie schrieb zunächst Gedichte für den großen Freundeskreis ihrer Eltern, beispielsweise für David van Mollem, den Besitzer des Zijdebalen-Anwesens, und für Gerard Aarnout Hasselaar, den Bürgermeister von Amsterdam.
Lucretia Wilhelmina van Merken heiratete am 26. September 1768 in Amsterdam Nicolaas Simon van Winter (1718–1795), Dichter und Färberhändler. Diese Ehe blieb kinderlos.
Ihre Familie verlor Van Merken im Laufe der 1750er Jahre. Ihr Vater starb 1754, ihre Mutter 1759 und ihre jüngere, unverheiratete Schwester Wilhelmina 1760. Zudem verschlechterte sich auch ihr Gesundheitszustand, so bereitete sie sich sogar 1761 auf ihren Tod vor, wie sie 1781 rückblickend in einem Brief an ihren Stiefsohn Pieter van Winter schrieb. Ihren Kummer und ihre Trauer, aber auch den Trost, den der Glaube ihr schenkte, beschrieb sie in ihrem Lehrgedicht „Het nut der tegenspoeden“. Ihr erstes großes Werk schrieb Lucretia van Merken jedoch bereits in ihren Zwanzigern: die Tragödie Artemines aus dem Jahr 1745, die unter dem Motto „La vertu pour guide“ bei Izaäk Duim in Amsterdam erschien. Es wurde mehrmals aufgeführt.
Um 1760 gehörte Van Merken zu der kleinen Gruppe „Laus Deo, Salus Populo“, einem informellen Poesieverein einer Gruppe befreundeter Dichter, die sich im Haus des Buchhändlers und Verlegers Pieter Meijer trafen. Zu dieser Gruppe aus acht Mitgliedern, zu denen auch ihr späterer Ehemann Nicolaas van Winter zählte, lieferte Van Merken die meisten Werke. Erst 1773 wurde eine offizielle Neufassung veröffentlicht, die sich aus den Sammlungen von Hendrik Ghyzen, Eusebius Voet und „Laus Deo, Salus Populo“ zusammensetzte. Es wurden 58 Werke von „Laus Deo“ aufgenommen. Siebzehn davon stammen von Van Merken, darunter der berühmte „keuchende Hirsch, der der Jagd entkommen ist“.

## Ehe und Werk
Van Merken heiratete im Alter von 47 Jahren den Witwer ihrer kürzlich verstorbenen Freundin Johanna Mühl (1718–1768). Nicolaas van Winter hatte ihr mit einem Gedicht stilvoll einen Heiratsantrag gemacht. Van Merken antwortete auch mit einem Gedicht. Kurz nach der Heirat übertrug Van Winter seinen Färbereihandel in Amsterdam auf seinen einzigen Sohn Pieter. Das Ehepaar Van Winter-Van Merken zog nach Leiden, von wo aus beide einen intensiven Briefwechsel mit den in Amsterdam verbliebenen Verwandten und Freunden, mit ihren Verlegern und insbesondere mit ihrem (Stief-)Sohn Pieter führten. Im Sommer zogen sie sich auf ihr Landgut in der Nähe von Bijdorp, in der Nähe von Zoeterwoude, zurück. Hier empfingen sie ihre vielen Freunde, darunter Pieter Meijer und seine Frau Maria van Havik.
Gemeinsam veröffentlichten sie nach der Heirat ihre Stücke in zwei Bänden Tooneelpoëzij (dt. "Bühnendichtung") (1774, 1786). Van Merkens französisch-klassische Tragödien wurden regelmäßig in das Repertoire der Theater in Amsterdam, Rotterdam, Den Haag und Leiden aufgenommen, aber sie mischte sich nicht in die Aufführungen ein und nahm nie an einer Probe teil.  Am 14. September 1774 wurde die neue Stadsschouwburg Amsterdam mit der Uraufführung ihrer Tragödie „Jacob Simonszoon de Rijk“ feierlich eröffnet.
Zu Ehrenbürgern von Leiden wurde das Ehepaar 1774 ernannt. Dabei spielte die Tragödie „Die Belagerung der Stadt Leyden“ (1774) vermutlich eine Rolle. In Leiden distanzierte sich Van Merken weiterhin von der literarischen Welt. Abgesehen vom gelegentlichen Verein „Laus Deo“ war sie nie Mitglied eines Poesievereins. Die junge Betje Wolff versuchte mehrmals vergeblich, ein Treffen mit Van Merken zu vereinbaren, die sie so bewunderte. Um 1777 schlug Wolffs Wertschätzung plötzlich in regelrechte Abneigung gegen „d'idodin van 't Likkers Veem“ (Clique von Schmeichlern) um, wie sie in einem Brief den Kreis um Meijers Verlag und Buchhandlung bezog.
Gegen Ende der 1970er Jahre verschlechterte sich das einst freundschaftliche Verhältnis zum Verleger Pieter Meijer, für den Van Merken und Van Winter viele Jahre lang die Bestsellerautoren waren. Unstimmigkeiten in der Geschäftswelt führten kurz vor Meijers Tod im Jahr 1781 zu einem Zerwürfnis. Der Konflikt wurde von seinem Nachfolger fortgesetzt und das Dichterpaar erwog eine Klage, entschied sich aber im Interesse des Andenkens an den ehemaligen Freund dagegen.
Van Merkens Tragödien thematisierten oft historische Ereignisse und drehten sich um einen tapferen Helden oder, noch häufiger, eine standhafte, aber einfühlsame und gläubige Heldin. Aktuelle Ereignisse fanden kaum Einfluss auf das Werk von Van Merken. Erst mit „Aan de Britten“ wird ihre Abneigung gegen die Engländer deutlich. Allerdings lässt sich in den vielen erhaltenen Briefen des Paares eine moderate patriotische Vorliebe erkennen. Bemerkenswert ist Van Merkens Lobgedicht, welches sie auf Französisch für George Washington schrieb und das sie ihm 1784 persönlich schickte. Van Merkens Vorliebe für ernste Themen und gehobene Genres zeigt sich nicht nur in den Tragödien, sondern auch in ihren beiden umfangreichen Epen: David (in zwölf Büchern, 1767) und Germanicus (in sechzehn Büchern, 1779). Ihr letztes Werk „De ware geluksbedeeling“ (dt. "Das wahre Glücksgeschenk), das 1792 zusammen mit einigen erhaltenen Reimbriefen und Gelegenheitsgedichten veröffentlicht wurde, ist eine Reflexion über das Leben, die unausweichliche Traurigkeit und den Trost, den ein starker Glaube an Gott bieten kann.
Lucretia Wilhelmina van Merken starb am 19. Oktober 1789 und wurde fünf Tage nach ihrem Tod in Leiden in der Oude Kerk in Amsterdam beigesetzt. Einige Jahre später wurde auch ihr Mann dort begraben. Im Jahr 1828 ließ die Leidener „Gesellschaft für äußere Beredsamkeit“ in der Amsterdamer Oude Kerk eine Gedenktafel für das Dichterpaar anbringen, die noch heute vorhanden ist.